# Bahnstrecke Gemona del Friuli–Sacile
| Historischer Zug der Associazione Museo-Stazione Trieste Campo Marzio im Bahnhof Gemona |                        |                                |                                |
| Streckennummer (RFI): | 66                     |                                |                                |
| Kursbuchstrecke (IT): | 233                    |                                |                                |
| Streckenlänge: | 74,1 km                |                                |                                |
| Spurweite: | 1435 mm (Normalspur)   |                                |                                |
| Stromsystem: | 3 kV (Gemona–Osoppo) = |                                |                                |
| Maximale Neigung: | 15 ‰                   |                                |                                |
| Streckengeschwindigkeit: | 105 km/h               |                                |                                |
| |                        |                                |                                |
| \| \| \| Pontebbana von Tarvis \| \| \| \| 49,911 \| Gemona del Friuli \| Gemona del Friuli \| \| \| \| Pontebbana nach Udine \| \| \| \| 45,138 \| Osoppo Güterverladebahnhof \| Osoppo Güterverladebahnhof \| \| \| \| von Udine (unvollendet) \| \| \| \| 41,489 \| Majano bis 2003 Bahnhof[1] \| Majano bis 2003 Bahnhof[1] \| \| \| \| Cimano bis 2002[1] \| \| \| \| 35,823 \| Cornino \| Cornino \| \| \| 31,622 \| Forgaria-Bagni Anduins \| Forgaria-Bagni Anduins \| \| \| 28,55352,756 \| Pinzano \| Pinzano \| \| \| \| nach Casarsa \| \| \| \| \| Castelnovo del Friuli bis 2003[1] \| \| \| \| 46,324 \| Travesio \| Travesio \| \| \| 40,336 \| Meduno \| Meduno \| \| \| 37,124 \| Fanna-Cavasso \| Fanna-Cavasso \| \| \| 32,217 \| Maniago \| Maniago \| \| \| 27,231 \| Montereale Valcellina \| Montereale Valcellina \| \| \| \| Marsure seit 1940,[2] bis 2003[1] \| \| \| \| 16,112 \| Aviano \| Aviano \| \| \| \| von Pordenone (unvollendet) \| \| \| \| 10,419 \| Budoia-Polcenigo \| Budoia-Polcenigo \| \| \| 2,010 \| Sacile San Liberale \| Sacile San Liberale \| \| \| \| von Udine \| \| \| \| 0,000 \| Sacile \| Sacile \| \| \| \| nach Venedig \| \| |                        |                                |                                |
| Strecke |                        | Pontebbana von Tarvis          | Pontebbana von Tarvis          |
| Bahnhof | 49,911                 | Gemona del Friuli              | Gemona del Friuli              |
| Abzweig geradeaus und nach links |                        | Pontebbana nach Udine          | Pontebbana nach Udine          |
| Dienststation / Betriebs- oder Güterbahnhof | 45,138                 | Osoppo Güterverladebahnhof     | Osoppo Güterverladebahnhof     |
| Abzweig geradeaus und ehemals von links |                        | von Udine (unvollendet)        | von Udine (unvollendet)        |
| Dienststation / Betriebs- oder Güterbahnhof | 41,489                 | Majano bis 2003 Bahnhof        | Majano bis 2003 Bahnhof        |
| ehemaliger Haltepunkt / Haltestelle |                        | Cimano bis 2002                | Cimano bis 2002                |
| ehemaliger Haltepunkt / Haltestelle | 35,823                 | Cornino                        | Cornino                        |
| ehemaliger Haltepunkt / Haltestelle | 31,622                 | Forgaria-Bagni Anduins         | Forgaria-Bagni Anduins         |
| Dienststation / Betriebs- oder Güterbahnhof | 28,55352,756           | Pinzano                        | Pinzano                        |
| Abzweig geradeaus und ehemals nach links |                        | nach Casarsa                   | nach Casarsa                   |
| ehemaliger Haltepunkt / Haltestelle |                        | Castelnovo del Friuli bis 2003 | Castelnovo del Friuli bis 2003 |
| Dienststation / Betriebs- oder Güterbahnhof | 46,324                 | Travesio                       | Travesio                       |
| Dienststation / Betriebs- oder Güterbahnhof | 40,336                 | Meduno                         | Meduno                         |
| ehemaliger Haltepunkt / Haltestelle | 37,124                 | Fanna-Cavasso                  | Fanna-Cavasso                  |
| Bahnhof | 32,217                 | Maniago                        | Maniago                        |
| Bahnhof | 27,231                 | Montereale Valcellina          | Montereale Valcellina          |
| ehemaliger Haltepunkt / Haltestelle |                        | Marsure seit 1940, bis 2003    | Marsure seit 1940, bis 2003    |
| Bahnhof | 16,112                 | Aviano                         | Aviano                         |
| Abzweig geradeaus und ehemals nach links |                        | von Pordenone (unvollendet)    | von Pordenone (unvollendet)    |
| Bahnhof | 10,419                 | Budoia-Polcenigo               | Budoia-Polcenigo               |
| Haltepunkt / Haltestelle | 2,010                  | Sacile San Liberale            | Sacile San Liberale            |
| Abzweig geradeaus und von links |                        | von Udine                      | von Udine                      |
| Bahnhof | 0,000                  | Sacile                         | Sacile                         |
| Strecke |                        | nach Venedig                   | nach Venedig                   |

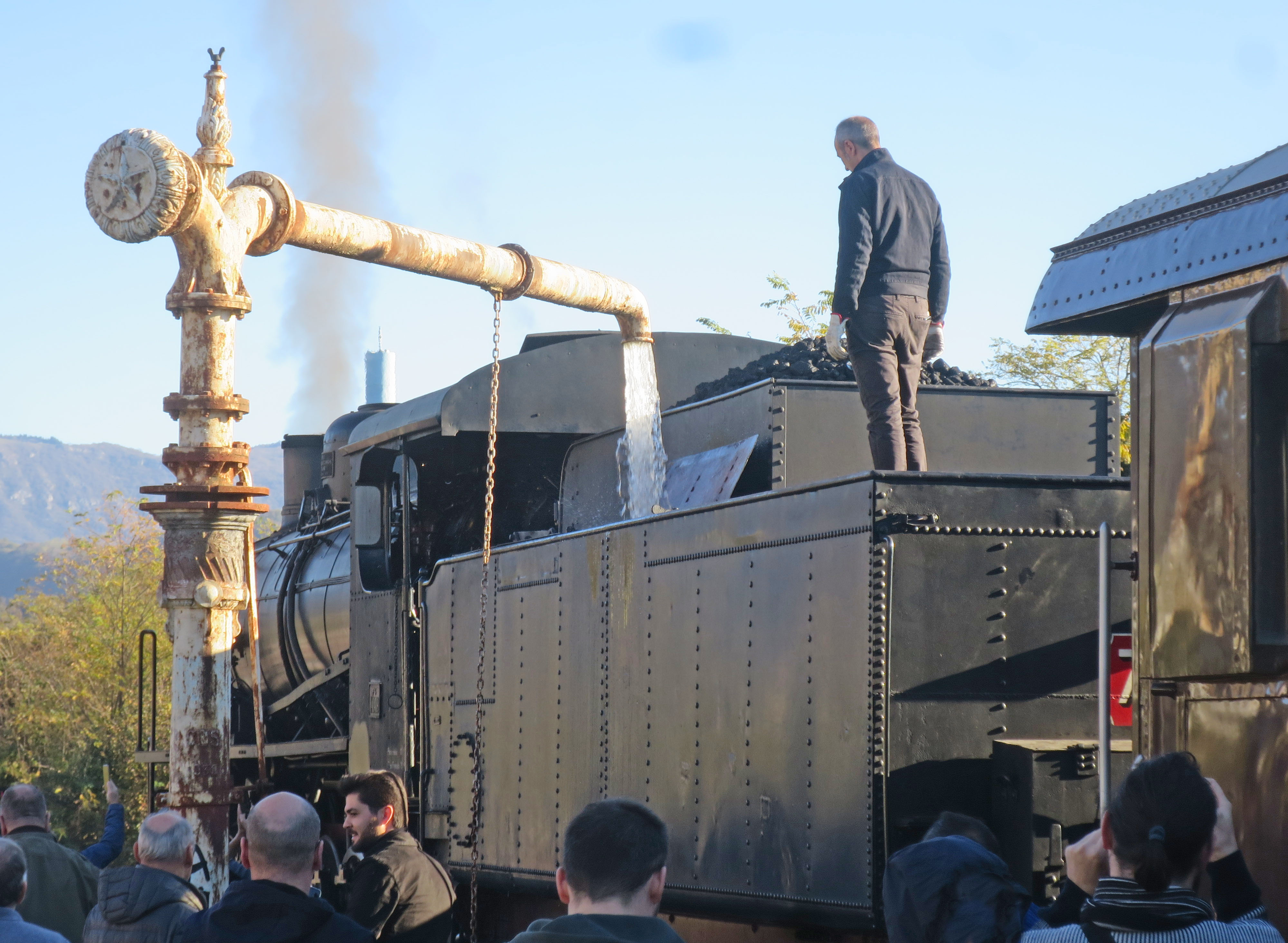
Lokomotive FS 740 409 beim Wasserfassen im Bahnhof Maniago

Die Bahnstrecke Gemona del Friuli–Sacile (Italienisch: Ferrovia Pedemontana del Friuli) verbindet in der Region Friaul-Julisch Venetien die Städte Gemona mit Sacile. In Gemona und Sacile besteht jeweils Anschluss an die Hauptstrecke Tarvis–Venedig. Die Strecke ist die einzige in Italien, die sowohl im ÖPNV als auch im Museumsbetrieb befahren wird. Elektrifizierung und Wiedereröffnung der gesamten Strecke für den planmäßigen Verkehr sind für 2025 vorausgesehen.

## Geografische Lage
Die Strecke verläuft parallel zum Rand und am Fuß der Karnischen Alpen – daher auch ihr italienischer Name „Ferrovia Pedemontana“ in der zu den Alpen ansteigenden Ebene zwischen Pordenone – und Udine. Der Pedemontana-Radwanderweg (Radwanderweg Friuli-Venezia Giulia 3) verläuft parallel.

## Technische Parameter
Die Strecke in Normalspur ist eingleisig und nur auf dem Abschnitt Gemona–Osoppo elektrifiziert, wo Industrieanschlüsse bestehen.

## Geschichte
1914 entstand der Streckenabschnitt zwischen Gemona und Pinzano in Verlängerung der Bahnstrecke Casara–Pinzano, die ab 1893 in zwei Abschnitten gebaut worden war und 1912 Pinzano erreichte. Am 28. Oktober 1930 eröffnete der Abschnitt zwischen Sacile und Pinzano.
2012 wurde der Personenverkehr auf der Strecke nach einem Erdrutsch eingestellt. Im Dezember 2017 konnte er zwischen Maniago und Sacile wieder aufgenommen werden. Mit einer Dampfzugfahrt von Sacile nach Gemona del Friuli wurde am 29. Juli 2018 die komplette Strecke wieder in Betrieb genommen.
Das Gesetz Nr. 128 vom 9. August 2017 erklärte die Strecke zu einer Bahnstrecke von nationalem touristischen Interesse. Sie gehört auch zu dem Projekt Binari senza tempo der Fondazione FS Italiane.

## Verkehr
Derzeit (Stand September 2023) besteht öffentlicher Personenverkehr nur auf dem Abschnitt Maniago–Sacile. Der Abschnitt zwischen Maniago und Gemona wird im Personenverkehr nach wie vor nur von Museumszügen befahren. Zusätzlich besteht Güterverkehr zwischen Gemona und Osoppo. In erster Linie verkehren Holzzüge von und nach Österreich und Slowenien, teilweise werden hier auch Leistungen durch private Eisenbahnverkehrsunternehmen erbracht.

## Wissenswert
Im Bahnhof Maniago ist der Wasserkran funktionsfähig und wird bei Museumsfahrten mit Dampflokomotive zum Wasserfassen genutzt.